# Alan Charles Clark
Alan Charles Clark (* 9. August 1919 in Bickley, Kent; † 16. Juli 2002 in Poringland bei Norwich) war ein britischer Geistlicher und der erste römisch-katholische Bischof von East Anglia.

## Leben
Seine Eltern waren zur römisch-katholischen Kirche konvertiert. In seiner Kindheit erkrankte er an Polio und wurde nach Lourdes gebracht, wo er eine wunderhafte Heilung erfuhr. Daraufhin entschloss er sich, Priester zu werden, wie auch sein älterer Bruder. Er studierte am Englischen Kolleg in Rom und empfing am 11. Februar 1945 die Priesterweihe für das Bistum Southwark. Alan Charles Clark wirkte als Konzilstheologe an den Entscheidungen des Zweiten Vatikanischen Konzils mit und wurde später Vize-Rektor des Englischen Kollegs. Nach seiner Rückkehr in die Diözese Southwark wirkte er als Pfarrer in Blackheath (Kent).
Alan Charles Clark wurde am 31. März 1969 zum Titularbischof von Elmham und zum Weihbischof im Bistum Northampton berufen. Die Bischofsweihe spendete ihm am 13. Mai 1969 Charles Alexander Grant, der Bischof von Northampton; Mitkonsekratoren waren Cyril Conrad Cowderoy, Erzbischof von Southwark, und John Aloysius Murphy, Erzbischof von Cardiff. Am 26. April 1976 wurde er von Papst Paul VI. zum ersten Bischof des neu errichteten Bistums East Anglia berufen.
An seinem 75. Geburtstag bot Alan Charles Clark 1994 gemäß den Regeln des kanonischen Rechts seinen Rücktritt vom Bischofsamt an, welchen Papst Johannes Paul II. am 21. März 1995 annahm. Bischof Clark zog sich auf den Ruhesitz der Bischöfe in Poringland bei Norwich zurück, wo er im Alter von 82 Jahren starb.